# CD 아라베 우니도
CD 아라베 우니도(Club Deportivo Árabe Unido)는 콜론을 연고를 하는 파나마의 축구팀이다. 현재 리가 파나메냐에 참가하고 있다.

## 우승
- 리가 파나메냐: 13

1998–99, 2001A, 2001C, 2002A, 2004A, 2004C, 2008C, 2009A, 2010C, 2012A, 2015C, 2015A, 2016A
- LINFUNA: 2

1994–95, 1995–96

## 선수 명단

### 현역
참고: FIFA 자격 규정에 따라 소속된 국가대표팀 국기를 표시합니다. 선수는 복수의 FIFA 비회원국 국적을 가지고 있을 수 있습니다.
| 번호 | 포지션 | 국적     | 이름          |
| ---- | ------ | -------- | ------------- |
| 3    | DF     | 콜롬비아 | 디에고 포리   |
| 11   | MF     | 파나마   | 아르만도 쿠퍼 |

| 번호 | 포지션 | 국적 | 이름 |
| ---- | ------ | ---- | ---- |

## 역대 감독
| 감독               | 임기 |
| ------------------ | ---- |
| 훌리오 델리 발데스 | 2014 |

틀:리가 파나메냐